# Kościół św. Łucji w Studenicach
Kościół św. Łucji – rzymskokatolicka świątynia w słoweńskiej wsi Studenice. Jest filią parafii, której siedziba znajduje się w miejscowym klasztorze dominikanek.
Według legendy budynek powstał dzięki działalności niewidomej zakonnicy, która dzięki modlitwie odzyskała wzrok, a jako wotum wdzięczności wzniosła kościół. Właściwie budowę rozpoczęto w 1642 roku, 9 września 1686 odbyła się konsekracja.
W kościele znajduje się łącznie 5 ołtarzy: główny, z obrazem św. Łucji i figurą Maryi Królowej, oraz 4 boczne. Wszystkie zostały wzniesione w latach 1660-1685.